# Киквидзенский район
Кикви́дзенский райо́н — административно-территориальная единица (район) и одноимённое муниципальное образование (муниципальный район) в Волгоградской области России.
Административный центр — станица Преображенская.

## География
Район расположен в северной части Волгоградской области. Площадь — 2,12 тыс. км². Территория района расположена по долинам рек Бузулук и Мачеха, по балкам Карман, Чёрная, Завязка, Гришинка.
На территории района разведаны месторождения сырья для изготовления кирпича, строительного песка.
Охотничий заказник «Дудачный» — государственный комплексный, регионального уровня, площадь его 16000 га, создан в 1993 году с целью воспроизводства дрофы, степного орла, байбаки европейской. На этой территории запрещена добыча всех видов зверей и птиц. Границы местности, на которой раскинулся охотничий заказник «Дудачный», проходят по долинам рек Бузулук и Мачеха, по балкам Карман, Чёрная, Завязка и Гришинка. Такое географическое расположение благотворно действует на развитие флоры и фауны района.
В настоящее время охотничий заказник «Дудачный» является достопримечательностью района и охраняемой территорией в балке Водина, где существует ландшафт целинной степи с зарослями спирея, тюльпанов и ирисов. На левом берегу реки Чёрная растёт пойменный лес из дуба и осины. В охранной зоне произрастают представители флоры ледникового периода — ветреница, пролеска и ландыш.

## История
Район образован Постановлением Президиума ВЦИК от 23 июня 1928 года как Преображенский с центром в станице Преображенская в составе Хопёрского округа Нижне-Волжского края. С 1934 года в составе Сталинградского края. В 1936 году станица Преображенская была преобразована в пгт Киквидзе, в честь участника Гражданской войны Василия Киквидзе, командующего 16-й стрелковой дивизией Красной армии, а район вошёл в состав Сталинградской (c 1961 года Волгоградской) области.
Указом Президиума Верховного Совета СССР от 6 января 1954 года «Об образовании в составе РСФСР Балашовской области» Киквидзенский район был включен в состав вновь образованной Балашовской области. Указом Президиума Верховного Совета СССР от 19 ноября 1957 года в связи с ликвидацией Балашовской области Киквидзенский район был передан обратно в Сталинградскую область.
14 августа 1959 года к Киквидзенскому району был присоединён Мачешанский район.
На основании Указа Президиума Верховного Совета РСФСР от 1 февраля 1963 года Киквидзенский район был ликвидирован. Александровский, Ионо-Ежовский, Калиновский, Мачешанский, Чернореченский сельсоветы вошли в состав Еланского района; Гришинский, Завязенский, Калачевский, Мордвинцевский сельсоветы — в состав Новоаннинского района.
Решением исполнительного комитета Волгоградского облсовета от 18 января 1965 года № 2/35 согласно Указу Президиума Верховного Совета РСФСР от 12 января 1965 года «Об изменениях в административно-территориальном делении Волгоградской области» был образован Киквидзенский район с центром в рабочем поселке Киквидзе. В состав вновь образованного Киквидзенского района были включены: Гришинский, Завязенский, Калачевский и Мордвинцевский сельские советы и Киквидзенский поселковый совет Новоаннинского района; Александровский, Ионо-Ежовский, Калиновский, Мачешанский и Чернореченский сельские советы Еланского района.
10 декабря 2004 года в соответствии с Законом Волгоградской области № 967-ОД район наделён статусом муниципального района. В его составе образованы 11 муниципальных образований (сельских поселений).
Законом Волгоградской области № 21-ОД от 04.04.2019 количество сельских поселений было сокращено до 10.

## Население
| 1939    | 1959    | 1970    | 1979    | 1989    | 2002    | 2009    | 2010    | 2012    |
| ------- | ------- | ------- | ------- | ------- | ------- | ------- | ------- | ------- |
| 17 608  | ↗23 464 | ↘23 141 | ↘20 533 | ↘18 732 | ↗18 860 | ↘17 768 | ↘17 669 | ↘17 383 |
| 2013    | 2014    | 2015    | 2016    | 2017    | 2018    | 2019    | 2020    | 2021    |
| ↘17 153 | ↘16 997 | ↘16 803 | ↘16 575 | ↘16 395 | ↘16 184 | ↘15 965 | ↘15 826 | ↘14 982 |

Гендерный состав
- мужчин — 47,2 %;
- женщин — 52,8 %.

Национальный состав
По итогам переписи населения 2020 года проживали следующие национальности (национальности менее 0,1 % и другое см. в сноске к строке «Другие»):
| Национальность   | Численность, чел. | Доля     |
| ---------------- | ----------------- | -------- |
| Русские          | 13 935            | 93,01 %  |
| Турки            | 145               | 0,97 %   |
| Чуваши           | 113               | 0,75 %   |
| Украинцы         | 69                | 0,46 %   |
| Турки-месхетинцы | 60                | 0,40 %   |
| Марийцы          | 55                | 0,37 %   |
| Армяне           | 55                | 0,37 %   |
| Агулы            | 47                | 0,31 %   |
| Азербайджанцы    | 35                | 0,23 %   |
| Лезгины          | 28                | 0,19 %   |
| Чеченцы          | 26                | 0,17 %   |
| Грузины          | 16                | 0,11 %   |
| Татары           | 15                | 0,10 %   |
| Другие           | 383               | 2,56 %   |
| Итого            | 14 982            | 100,00 % |

## Муниципально-территориальное устройство
В Киквидзенском муниципальном районе выделяются 10  муниципальных образований со статусом сельских поселений:
| №  | Муниципальное образование         | Административный центр | Количество населённых пунктов | Население (чел.) | Площадь (км²) |
| -- | --------------------------------- | ---------------------- | ----------------------------- | ---------------- | ------------- |
| 1  | Гришинское сельское поселение     | посёлок Гришин         | 6                             | ↘1295            | 254.18        |
| 2  | Дубровское сельское поселение     | хутор Дубровский       | 5                             | ↘804             | 184.51        |
| 3  | Ежовское сельское поселение       | хутор Ежовка           | 3                             | ↘1258            | 180.84        |
| 4  | Завязенское сельское поселение    | село Завязка           | 2                             | ↘1052            | 220.65        |
| 5  | Калачёвское сельское поселение    | хутор Калачёвский      | 4                             | ↘663             | 186.42        |
| 6  | Калиновское сельское поселение    | хутор Калиновский      | 2                             | ↘675             | 110.38        |
| 7  | Мачешанское сельское поселение    | село Мачеха            | 1                             | ↘2340            | 181.67        |
| 8  | Озеркинское сельское поселение    | хутор Озерки           | 5                             | ↘1219            | 206.92        |
| 9  | Преображенское сельское поселение | станица Преображенская | 3                             | ↘5173            | 200.24        |
| 10 | Чернореченское сельское поселение | хутор Чернолагутинский | 4                             | ↘842             | 249.30        |

## Населённые пункты
В Киквидзенский район входят 35 населённых пунктов.
| №  | Населённый пункт | Тип     | Население | Муниципальное образование         |
| -- | ---------------- | ------- | --------- | --------------------------------- |
| 1  | Александровка    | село    | ↘399      | Ежовское сельское поселение       |
| 2  | Алонцево         | село    | 213       | Завязенское сельское поселение    |
| 3  | Астахов          | хутор   | 37        | Чернореченское сельское поселение |
| 4  | Безречный        | хутор   | 81        | Гришинское сельское поселение     |
| 5  | Бесов            | хутор   | 32        | Чернореченское сельское поселение |
| 6  | Будённый         | хутор   | 169       | Чернореченское сельское поселение |
| 7  | Гордеевский      | хутор   | 2         | Озеркинское сельское поселение    |
| 8  | Гришин           | посёлок | 916       | Гришинское сельское поселение     |
| 9  | Дальнестепной    | хутор   | 14        | Калачёвское сельское поселение    |
| 10 | Дубровский       | хутор   | 597       | Дубровское сельское поселение     |
| 11 | Ежовка           | хутор   | 824       | Ежовское сельское поселение       |
| 12 | Журавка          | хутор   | ↘0        | Калачёвское сельское поселение    |
| 13 | Завязка          | село    | 1073      | Завязенское сельское поселение    |
| 14 | Казарино         | хутор   | 164       | Озеркинское сельское поселение    |
| 15 | Калачёвский      | хутор   | 675       | Калачёвское сельское поселение    |
| 16 | Калиновский      | хутор   | 798       | Калиновское сельское поселение    |
| 17 | Крутой Лог       | хутор   | 209       | Гришинское сельское поселение     |
| 18 | Кузькин          | село    | 110       | Калачёвское сельское поселение    |
| 19 | Лапин            | хутор   | 54        | Дубровское сельское поселение     |
| 20 | Лестюхин         | хутор   | 22        | Преображенское сельское поселение |
| 21 | Марчуковский     | хутор   | 1         | Дубровское сельское поселение     |
| 22 | Мачеха           | село    | ↘2340     | Мачешанское сельское поселение    |
| 23 | Михайловка       | хутор   | 382       | Ежовское сельское поселение       |
| 24 | Мозглы           | хутор   | 23        | Гришинское сельское поселение     |
| 25 | Мордвинцево      | хутор   | 168       | Гришинское сельское поселение     |
| 26 | Озерки           | хутор   | ↗1319     | Озеркинское сельское поселение    |
| 27 | Песчановка       | хутор   | 50        | Озеркинское сельское поселение    |
| 28 | Преображенская   | станица | ↘4889     | Преображенское сельское поселение |
| 29 | Расстригин       | хутор   | 127       | Дубровское сельское поселение     |
| 30 | Семёновка        | село    | 509       | Озеркинское сельское поселение    |
| 31 | Страхов          | хутор   | 196       | Дубровское сельское поселение     |
| 32 | Уваровка         | хутор   | 6         | Калиновское сельское поселение    |
| 33 | Чернолагутинский | хутор   | 818       | Чернореченское сельское поселение |
| 34 | Чистополь        | хутор   | 132       | Гришинское сельское поселение     |
| 35 | Ширяевский       | хутор   | 224       | Преображенское сельское поселение |

## Экономика
Основой экономики района является сельскохозяйственное производство; общая площадь сельскохозяйственных угодий составляет 189 тыс. га, в том числе 149 тыс. га пашни (84 % — чернозёмы). В структуре сельского хозяйства на продукцию растениеводства приходится около 92 % и 8 % — на животноводство. Основными землепользователями в районе являются крестьянско-фермерские хозяйства, которых в районе 243, а также 5 СПК и 37 объединений крестьянско-фермерских хозяйств. Крупными предприятиями района являются ООО «Агропромышленный комплекс „Родина“», СПК «Калиновский», ООО «Агро-продукт», СПК «Колхоз Красная Звезда», ООО «Алевтина».
Промышленность района представлена предприятием ОАО «Молочный завод „Киквидзенский“», ранее закупавшим молоко в коллективных и личных подсобных хозяйствах. По состоянию на 2010 год молочный завод  перепрофилирован в упаковочно-фасовочный цех птицы глубокой заморозки. К молочной отрасли никакого отношения не имеет.

## Известные уроженцы
- Владимир Данилович Бабичев — Герой Советского Союза.
- Пётр Григорьевич Баранов — Герой Советского Союза.
- Александр Сергеевич Бутко — Герой Советского Союза.
- Колпаков Александр Лаврентьевич — (1922—1995 пропал без вести) — русский советский писатель-фантаст.
- Попов, Василий Степанович (военачальник) (1894—1967) — советский военный деятель, генерал-полковник (26 июля 1944 года). Герой Советского Союза (10 апреля 1945 года), кандидат военных наук. Депутат Верховного Совета СССР 2-го созыва.